# Jan Savery
Ne doit pas être confondu avec Jan Saverys.

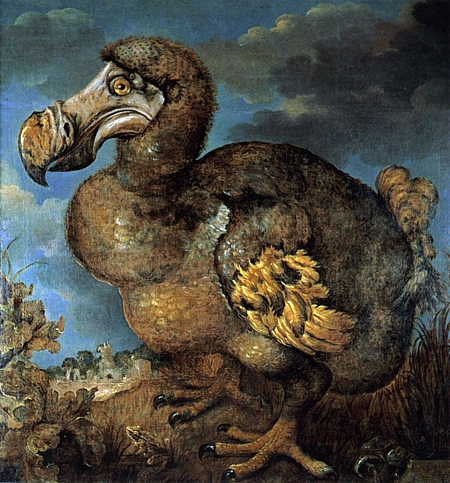
Dodo par Jan Savery (1651).

Jan ou Hans Savery le Jeune (1589, Haarlem – enterré le 7 août 1654, Utrecht) a été un peintre de l'Âge d'Or hollandais. Bien que plus souvent appelé Jan en relation avec sa peinture la plus connue, il a signé ses œuvres avec Hans, les deux noms étant des dérivés de Johannes.

## Biographie
Savery est le fils de Jacob Savery (ca 1565 - 1603) et également neveu de Hans Savery l'Aîné (1564 - ca. 1623) et de Roelandt Savery (1576-1639), tous les trois peintres, nés à Courtrai dans les Pays-Bas espagnols, qui avaient déménagé au nord de la ville de Haarlem, entre 1584 et 1586. Il a probablement été élève de son oncle Roelandt, qu'il accompagne à la cour royale de Prague avant 1613. À partir de 1619, il devient son assistant à Utrecht et continuera à faire vivre son atelier après 1639.
Hans Savery est surtout connu pour sa représentation de 1651 du dodo, maintenant détenue par l'Oxford University Museum of Natural History. Il est largement admis que Lewis Carroll (qui était aussi un mathématicien d'Oxford) a été inspiré par l'image du dodo réalisée par Savery, accrochée à Oxford, pour inclure la créature comme un personnage, Le Dodo, dans Les Aventures d'Alice au pays des merveilles. Son oncle Roelandt a probablement fourni les œuvres originales sur lesquelles Jan Savery a basé sa peinture de la dodo.